# Musselshell
Musselshell è un census-designated place degli Stati Uniti d'America e dello stato del Montana. Si trova nell'omonima contea e nel 2010 avea circa 60 abitanti.